# (32688) 4025 T-1
4025 T-1 (asteroide 32688) é um asteroide da cintura principal. Possui uma excentricidade de 0.06457090 e uma inclinação de 3.28148º.
Este asteroide foi descoberto no dia 26 de março de 1971 por Cornelis Johannes van Houten e Ingrid van Houten-Groeneveld e Tom Gehrels em Palomar.